# Миранда, Жуан Бернардо де
Жуан Бернардо де Миранда (порт. João Bernardo de Miranda; 18 июля 1952, Кашито, Бенго, Португальская Западная Африка) — ангольский политический, государственный и дипломатический деятель. Министр иностранных дел Анголы (1999—2008), губернатор провинции Бенго (2009—2018).

## Биография
В молодости присоединившись к Народному движению за освобождение Анголы (МПЛА), правящей партии Анголы с момента обретения независимости в 1975 году. Занимал различные должности в партии, в основном связанные с журналистикой.
В 1990 году был назначен на пост заместителя министра информации, а в следующем году вошёл в состав делегации по Бисесским соглашениям. Вскоре после этого был переведен в Министерство иностранных дел Анголы.
В 1993 году возглавил правительственную рабочую группу высокого уровня для предварительных переговоров с Национальным союзом за полную независимость Анголы (УНИТА), которые проходили в Замбии. Итогом этих переговоров стало подписание Лусакского протокола в 1994 году.
В 1999—2008 годах — министр иностранных дел Анголы. В 2009—2018 годах работал губернатором провинции Бенго.
С 2018 года работает послом во Франции. Член Национальной ассамблеи Анголы.
Имеет учёные степени в области журналистики, права и международных отношений.